# Coda (obra de teatro)
Coda es la primera obra de teatro publicada por el escritor valenciano Ximo Cerdà. Obtuvo el Premio Nacional Castellón a Escena en el año 2009.
La obra fue estrenada el 25 de mayo de 2011 en el Teatro Principal de Castellón por la compañía Brau Blocau, bajo la dirección de Enrique Guimerá, obteniendo un gran éxito de crítica y público.
La obra se ha definido como una experiencia del teatro dentro del teatro y una reflexión sobre las aspiraciones, el peso de las apariencias y el papel social de la mentira.

## Argumento
Una reconocida compañía de teatro profesional prepara su último montaje: Coda. A medida que el día del estreno se va acercando, la preocupación entre los actores y el director aumenta al constatar que los ensayos y los eternos cambios en el texto no acaban de funcionar.

## Anécdotas
Cuando se hizo público el resultado del premio Castellón a Escena, los organizadores confundieron el título de la obra con el lema bajo el cual había sido presentada a concurso, "Ningú, ni tan sols la pluja" ("Nadie, ni siquiera la lluvia"), y así fue comunicada a los medios.

## El reparto del estreno
El estreno de la obra en el Teatro Principal de Castellón en 2011, contó con el siguiente reparto:
Anna: Amparo Ortizà.
Ferran: Àlex Renau.
Carles: Enric Guimerà.
Gonçal: Leo Segura.
Juli: Juananth Figueroa.
Elena: Silvia Santos.
Isabel: Meli Os.
Clara: Rosa Pérez.
Robert: Jordi Gallén.
Llúcia: Vanessa del Río.
Luz y sonido: Lidia León.
Diseño del cartel: ismabou.es.
Dirección: Enric Guimerà.